# Dieter Kottysch
Dieter Kottysch (Gleiwitz, 1943. június 30. – Hamburg, 2017. április 9.) olimpiai bajnok német ökölvívó.

## Pályafutása
Részt vett az 1968-as mexikóvárosi olimpián. Négy év múlva, az 1972-es müncheni olimpián nagyváltósúlyban aranyérmet nyert. 1964 és 1972 között hatszor nyert országos bajnokságot Nyugat-Németországban.

## Sikerei, díjai
- Olimpiai játékok
  - aranyérmes: 1972, München